# کونستانتین زیریانوف

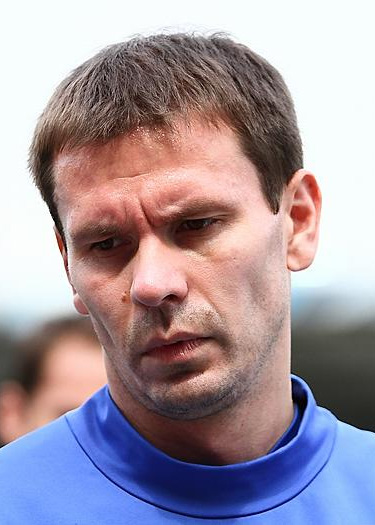
کونستانتین زیریانوف

کونستانتین زیریانوف (زادهٔ ۵ اکتبر ۱۹۷۷) بازیکن فوتبال اهل کشور روسیه است.
وی برای تیم ملی روسیه ۵۲ بازی انجام داده و ۷ گل به ثمر رسانده‌است. پست تخصصی این بازیکن نیز، هافبک است.